# كأس الاتحاد الإنجليزي 1872–73
كأس الاتحاد الإنجليزي 1872–73 (بالإنجليزية: 1872–73 FA Cup)‏ هو موسم من كأس الاتحاد الإنجليزي. أقيم خلال الفترة 19 أكتوبر 1872 وحتى 29 مارس 1873، وفاز فيه Wanderers F.C. ‏.